# La maledizione dell'impiccato
La maledizione dell'impiccato (Hangman's Curse) è un film del 2003 diretto da Rafal Zielinski, tratto dal romanzo Hangman's Curse di Frank Peretti.

## Trama
Gli studenti più violenti della John R. Rogers High School di Spokane, Washington, sono colpiti da una misteriosa malattia. Ciascuna vittima prima di cadere in coma urla il nome di Abel Frye, uno studente vittima di bulli impiccatosi dieci anni prima all'interno della scuola.
Gli insegnanti della scuola chiede aiudo ai Veritas Project, un team specializzato nell'indagare sulle attività paranormali. Di questo team fanno parte i membri della famiglia Springfield: il padre Nate, la madre Sarah, la figlia Elisha e il figlio Elijah.